# Snowboarden op de Olympische Winterspelen 2014 - Halfpipe vrouwen
Het onderdeel halfpipe voor vrouwen tijdens de Olympische Winterspelen 2014 vond plaats op 12 februari 2014 in het Rosa Choetor Extreme Park in Krasnaja Poljana. Regerend olympisch kampioene was de Australische Torah Bright.

## Tijdschema
| Datum       | Lokale tijd | MET   | Ronde        |
| ----------- | ----------- | ----- | ------------ |
| 12 februari | 14:00       | 11:00 | Kwalificatie |
| 12 februari | 19:00       | 16:00 | Halve finale |
| 12 februari | 21:30       | 18:30 | Finale       |

## Uitslag

### Kwalificatie
Heat 1
| #  | Bib | Naam                | Land             | 1e run | 2e run | Beste run | Opm. |
| -- | --- | ------------------- | ---------------- | ------ | ------ | --------- | ---- |
| 1  | 2   | Kelly Clark         | Verenigde Staten | 92.25  | 95.00  | 95.00     | QF   |
| 2  | 7   | Queralt Castellet   | Spanje           | 93.25  | 52.00  | 93.25     | QF   |
| 3  | 1   | Sophie Rodriguez    | Frankrijk        | 78.50  | 25.50  | 78.50     | QF   |
| 4  | 4   | Li Shuang           | China            | 77.75  | 54.00  | 77.75     | QS   |
| 5  | 3   | Ursina Haller       | Zwitserland      | 69.00  | 74.75  | 74.75     | QS   |
| 6  | 6   | Sun Zhifeng         | China            | 70.00  | 45.75  | 70.00     | QS   |
| 7  | 12  | Alexandra Duckworth | Canada           | 42.25  | 69.75  | 69.75     | QS   |
| 8  | 9   | Šárka Pančochová    | Tsjechië         | 42.75  | 66.25  | 66.25     | QS   |
| 9  | 10  | Stephanie Magiros   | Australië        | 27.25  | 57.25  | 57.25     | QS   |
| 10 | 11  | Hannah Trigger      | Australië        | 51.25  | 33.00  | 51.25     |      |
| 11 | 8   | Rebecca Sinclair    | Nieuw-Zeeland    | 32.25  | 48.25  | 48.25     |      |
| 12 | 13  | Nadja Purtschert    | Zwitserland      | 47.50  | 20.75  | 47.50     |      |
| 13 | 14  | Morena Makar        | Kroatië          | 44.75  | 22.75  | 44.75     |      |
| 14 | 5   | Holly Crawford      | Australië        | 43.00  | 33.75  | 43.00     |      |

Heat 2
| #  | Bib | Naam               | Land             | 1e run | 2e run | Beste run | Opm. |
| -- | --- | ------------------ | ---------------- | ------ | ------ | --------- | ---- |
| 1  | 28  | Torah Bright       | Australië        | 93.00  | 28.75  | 93.00     | QF   |
| 2  | 27  | Hannah Teter       | Verenigde Staten | 90.25  | 92.00  | 92.00     | QF   |
| 3  | 20  | Cai Xuetong        | China            | 74.25  | 88.00  | 88.00     | QF   |
| 4  | 21  | Kaitlyn Farrington | Verenigde Staten | 87.00  | 34.50  | 87.00     | QS   |
| 5  | 22  | Liu Jiayu          | China            | 81.50  | 83.50  | 83.50     | QS   |
| 6  | 18  | Mirabelle Thovex   | Frankrijk        | 71.75  | 69.75  | 71.75     | QS   |
| 7  | 17  | Rana Okada         | Japan            | 66.00  | 69.75  | 69.75     | QS   |
| 8  | 19  | Clémence Grimal    | Frankrijk        | 16.00  | 66.50  | 66.50     | QS   |
| 9  | 24  | Katie Tsuyuki      | Canada           | 45.75  | 54.25  | 54.25     | QS   |
| 10 | 16  | Ella Suitiala      | Finland          | 31.75  | 51.50  | 51.50     |      |
| 11 | 23  | Joanna Zając       | Polen            | 47.75  | 39.75  | 47.75     |      |
| 12 | 26  | Mercedes Nicoll    | Canada           | 43.50  | 26.50  | 43.50     |      |
| 13 | 25  | Verena Rohrer      | Zwitserland      | 34.50  | 31.50  | 34.50     |      |
| -  | 15  | Arielle Gold       | Verenigde Staten | DNS    | DNS    | DNS       | DNS  |

QF – Qualify directly to final; QS – Qualify to semifinal; DNS - Did not start

### Halve finale
Heat 1
| #  | Bib | Naam                | Land             | 1e run | 2e run | Beste run | Opm. |
| -- | --- | ------------------- | ---------------- | ------ | ------ | --------- | ---- |
| 1  | 21  | Kaitlyn Farrington  | Verenigde Staten | 87.50  | 53.25  | 87.50     | Q    |
| 2  | 22  | Liu Jiayu           | China            | 81.25  | 29.00  | 81.25     | Q    |
| 3  | 4   | Li Shuang           | China            | 80.00  | 56.75  | 80.00     | Q    |
| 4  | 3   | Ursina Haller       | Zwitserland      | 74.50  | 43.00  | 74.50     | Q    |
| 5  | 18  | Mirabelle Thovex    | Frankrijk        | 70.75  | 39.75  | 70.75     | Q    |
| 6  | 17  | Rana Okada          | Japan            | 58.50  | 70.00  | 70.00     | Q    |
| 7  | 24  | Katie Tsuyuki       | Canada           | 55.50  | 56.25  | 56.25     |      |
| 8  | 19  | Clémence Grimal     | Frankrijk        | 14.00  | 38.25  | 38.25     |      |
| 9  | 6   | Sun Zhifeng         | China            | 35.75  | 35.75  | 35.75     |      |
| 10 | 9   | Šárka Pančochová    | Tsjechië         | 34.00  | 31.50  | 34.00     |      |
| 11 | 12  | Alexandra Duckworth | Canada           | 32.50  | 25.75  | 32.50     |      |
| 12 | 10  | Stephanie Magiros   | Australië        | 26.50  | 20.50  | 26.50     |      |

Q – Gekwalificeerd voor de finale

### Finale
| #      | Bib | Naam               | Land             | 1e run | 2e run | Beste run |
| ------ | --- | ------------------ | ---------------- | ------ | ------ | --------- |
| Goud   | 21  | Kaitlyn Farrington | Verenigde Staten | 85.75  | 91.75  | 91.75     |
| Zilver | 28  | Torah Bright       | Australië        | 58.25  | 91.50  | 91.50     |
| Brons  | 2   | Kelly Clark        | Verenigde Staten | 48.25  | 90.75  | 90.75     |
| 4      | 27  | Hannah Teter       | Verenigde Staten | 90.50  | 26.75  | 90.50     |
| 5      | 17  | Rana Okada         | Japan            | 47.75  | 85.50  | 85.50     |
| 6      | 20  | Cai Xuetong        | China            | 84.25  | 25.00  | 84.25     |
| 7      | 1   | Sophie Rodriguez   | Frankrijk        | 77.75  | 79.50  | 79.50     |
| 8      | 4   | Li Shuang          | China            | 73.25  | 23.75  | 73.25     |
| 9      | 22  | Liu Jiayu          | China            | 15.75  | 68.25  | 68.25     |
| 10     | 18  | Mirabelle Thovex   | Frankrijk        | 67.00  | 34.75  | 67.00     |
| 11     | 7   | Queralt Castellet  | Spanje           | 61.75  | 55.25  | 61.75     |
| 12     | 3   | Ursina Haller      | Zwitserland      | 48.75  | 26.75  | 48.75     |